# Aerolínea de Antioquia
Aerolínea de Antioquia (ADA) fue una de las aerolíneas regionales más importantes de Colombia. Su centro de operaciones era el Aeropuerto Olaya Herrera de la ciudad de Medellín, desde donde operaba rutas nacionales en Antioquia y en departamentos vecinos. Fue constituida en el año de 1987 para el servicio de vuelos chárter. En el año 2002 pasó a operar vuelos regulares desde Medellín. En el año 2019 aunque la compañía no fue clausurada, los directivos decidieron cesar las operaciones dadas las condiciones financieras adversas.
Al comenzar su operación regular, ADA contaba con 4 aeronaves de tipo Twin Otter que habían sido operadas por ACES, y solo cubría rutas cortas dentro del departamento de Antioquia. Más adelante, ADA contó con una flota de 15 aeronaves, las cuales volaban a 20 destinos en Colombia, por lo que se perfilaba ya no solo como una aerolínea regional sino nacional.
De manera ocasional, la aerolínea realizaba vuelos chárter a nivel nacional e internacional, por lo que fue usada por equipos como el Atlético Nacional para transportarse a Ecuador en ocasión de disputar partidos de Copa Libertadores; y transportó los periodistas colombianos que viajaron a cubrir el Mundial de Brasil 2014. 

## Historia
El inicio de operaciones de la Aerolínea de Antioquia (ADA) se remonta a 1987, cuando se constituyó para el servicio de chárter ejecutivo. Once años después, en 1998, comenzó su proceso de transformación al conectar a Medellín con destinos regionales.
En marzo de 2002 adquirió la flota de aviones Twin Otter de la aerolínea ACES. Contrató con esa empresa la formación de sus tripulaciones y mantenimiento de sus aeronaves; ACES a su vez contrató con ADA la operación de algunas de sus rutas regionales como Caucasia, Puerto Berrío y Armenia.
La seguridad y seriedad de sus operaciones le permitieron a ADA la certificación de la autoridad aeronáutica a partir de mayo de 2002. Así se convirtió en una empresa de servicio aéreo comercial de transporte público de pasajeros y carga.
A finales de 2003, ADA dio un paso adicional y se trasformó en una empresa de Servicio Aéreo Comercial de Transporte Público Regular Categoría Secundaria. Esta nueva etapa le permitió acceder a nuevas rutas.
En el año 2004 la Gerencia General procedió a aumentar su flota con la adición de tres aeronaves BAe Jetstream 32, con las cuales amplió y fortaleció su servicio, esto además permitió un incremento importante en el movimiento de pasajeros.
En el año 2006 ADA consolidó aún más su política de responsabilidad social empresarial con el programa ‘Haciendo realidad el sueño de volar’. Con él, cientos de niños de diferentes municipios del país pudieron viajar en avión por primera vez en sus vidas y disfrutar de un sobrevuelo de sus regiones de origen.
En el año 2012, ADA  sumó a la flota el Dornier 328, un avión turbohélice con características de jet, con capacidad para 32 pasajeros y con las propiedades técnicas y de seguridad necesarias para ser una de las aeronaves más rápidas y con la más alta tecnología en su tipo. 

### Cese de operaciones
ADA, suspendió sus operaciones luego de 32 años el 29 de marzo de 2019, por perdidas financieras mensuales de más 400 millones de pesos.

## Flota histórica
ADA operó las siguientes aeronaves a lo largo de su existencia:
| Aeronaves                            | Total | Introducido | Retirado | Matrículas                                                              |
| ------------------------------------ | ----- | ----------- | -------- | ----------------------------------------------------------------------- |
| British Aerospace Jetstream 32       | 8     | 2004        | c. 2018  | HK-4364, HK-4792, HK-4548, HK-4820, HK-4398, HK-5006, HK-4381 y HK-4515 |
| Cessna T303 Crusader                 | 1     | 1995        | c. 2002  | HK-4042                                                                 |
| De Havilland Canada DHC-6 Twin Otter | 3     | 2002        | 2017     | HK-2548, HK-2603X (rrg. HK-2603), HK-2669X (rrg. HK-2669)               |
| Dornier 328                          | 4     | 2013        | 2019     | HK-5053, HK-4917, HK-4849 y HK-4533                                     |

## Antiguos destinos

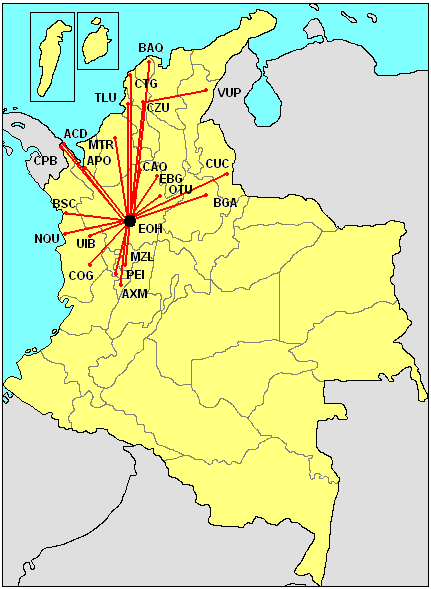
Rutas de Aerolínea de Antioquia (ADA) en 2011

| Destinos           | Aeropuertos                                     |
| ------------------ | ----------------------------------------------- |
| Acandí             | Aeropuerto Alcides Fernández                    |
| Armenia            | Aeropuerto Internacional El Edén                |
| Barrancabermeja    | Aeropuerto Yariguíes                            |
| Barranquilla       | Aeropuerto Internacional Ernesto Cortissoz      |
| Bahía Solano       | Aeropuerto José Celestino Mutis                 |
| Cali               | Aeropuerto Internacional Alfonso Bonilla Aragón |
| Capurganá          | Aeropuerto de Capurganá                         |
| Carepa             | Aeropuerto Antonio Roldán Betancourt            |
| Caucasia           | Aeropuerto Juan H. White                        |
| Chigorodó          | Aeropuerto Jaime Ortiz Betancourt               |
| Condoto            | Aeropuerto Mandinga                             |
| Corozal            | Aeropuerto Las Brujas                           |
| Doradal            | Aeropuerto El Triunfo                           |
| El Bagre           | Aeropuerto El Tomin                             |
| Ibagué             | Aeropuerto Perales                              |
| Medellín           | Aeropuerto Olaya Herrera                        |
| Montería           | Aeropuerto Los Garzones                         |
| Necoclí            | Aeropuerto de Necoclí                           |
| Pereira            | Aeropuerto Internacional Matecaña               |
| Quibdó             | Aeropuerto El Caraño                            |
| Riohacha           | Aeropuerto Almirante Padilla                    |
| San Pedro de Urabá | Aeropuerto de San Pedro de Urabá                |
| Tolú               | Aeropuerto Golfo de Morrosquillo                |
| Turbo              | Aeropuerto Gonzalo Mejía                        |
| Vigía del Fuerte   | Aeropuerto de Vigía del Fuerte                  |
| Valledupar         | Aeropuerto Alfonso López Pumarejo               |